# Discovery (caja recopilatoria de Pink Floyd)
Discovery (del Inglés, descubrimiento) es un box set recopilatorio que contiene los álbumes de 1967 a 1994 de la banda de rock progresivo Pink Floyd, lanzado a la venta en Estados Unidos el 27 de septiembre de 2011. Esta recopilación de 14 discos es la cuarta en la discografía de Pink Floyd y la segunda que incluye todos sus álbumes de estudio en formato CD. Los discos de esta producción fueron remasterizados digitalmente por James Guthrie coproductor de The Wall y las ilustraciones fueron realizadas por Storm Thorgerson.

## Contenido
- The Piper at the Gates of Dawn (agosto de 1967)
- A Saucerful of Secrets (julio de 1968)
- More (junio de 1969)
- Ummagumma (noviembre de 1969 - 2 discos)
- Atom Heart Mother (octubre de 1970)
- Meddle (noviembre de 1971)
- Obscured by Clouds (junio de 1972)
- The Dark Side of the Moon (marzo de 1973)
- Wish You Were Here (septiembre de 1975)
- Animals (febrero de 1977)
- The Wall (diciembre de 1979 - 2 discos)
- The Final Cut (abril de 1983)
- A Momentary Lapse of Reason (septiembre de 1987)
- The Division Bell (abril de 1994)